# História da Vida e Morte da Madre Vitória da Encarnação
História da Vida e Morte da Madre Soror Victória da Encarnação foi uma obra de Dom Sebastião Monteiro da Vide, jesuíta português e arcebispo da Bahia, na qual foi biografada a Madre Vitória da Encarnação, monja clarissa do Convento de Santa Clara do Desterro da Bahia (primeiro mosteiro feminino do Brasil).
Nascida em Salvador no ano de 1661 e falecida nesta mesma cidade em 1715, a religiosa tinha fama de santidade já em vida e devido ao grande número de supostos milagres por sua intercessão após sua morte, o então arcebispo da Bahia, publicou sua biografia visando abertura da causa de canonização daquela que seria a primeira santa nascida no Brasil.
Tal biografia foi lançada em Roma no ano de 1720 (cinco anos após a morte da dita religiosa) e teve diversos exemplares espalhados entre os religiosos do Brasil. Porém, anos depois, com o início da perseguição aos jesuítas em Portugal e Brasil e com a expulsão destes pelo Marquês de Pombal em 1759, foram caçadas, esta, e muitas outras obras publicadas por jesuítas. Pouquíssimos exemplares foram salvos da extinção.

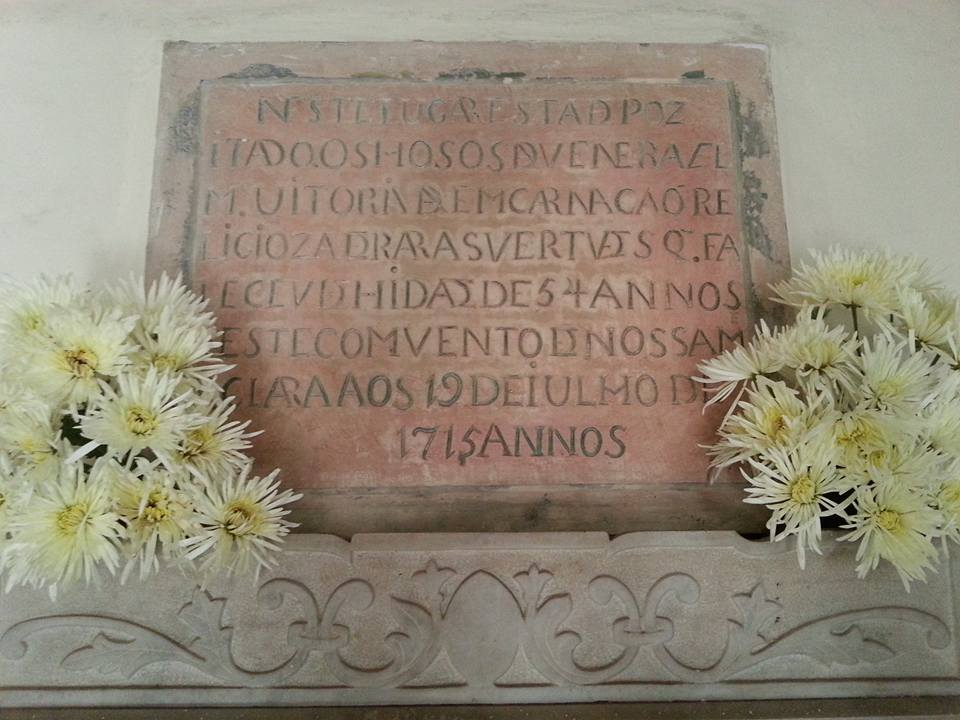
Lápide sepulcral da Madre Vitória da Encarnação